# NCT
NCT (Hangul: 엔시티; acroniem voor Neo Culture Technology) is een K-popgroep onder het label SM Entertainment. Het concept van NCT is een groep die afwisselend en ongelimiteerd is; de groep heeft geen vaste leden en er zullen constant nieuwe leden en subgroepen debuteren.
NCT bestaat uit 25 leden: Taeyong, Doyoung, Ten, Jaehyun, Mark, Yuta, Winwin, Haechan, Renjun, Jeno, Jaemin, Chenle, Jisung, Johnny, Jungwoo, Kun, Xiaojun, Hendery, Yangyang, Sion, Riku, Yushi, Jaehee, Ryo en Sakuya. Deze leden zijn ingedeeld in de volgende 6 verschillende subgroepen:
- NCT 127
- NCT DREAM
- NCT U
- WayV
- NCT DOJAEJUNG

- NCT WISH

## Subgroepen

### NCT U
Op 9 april 2016 maakte de eerste subgroep van NCT, NCT U, hun debuut met twee digitale singles: "7th Sense" en "Without You". NCT U is het best beschreven als "The United Team" waar liedjes toegewezen worden aan de leden van NCT U bij wie die liedjes het beste passen. Er zijn dus erg veel combinaties mogelijk tussen de verschillende leden.

### NCT 127
Daaropvolgend debuteerde op 7 juli 2016 NCT 127, met hun ep NCT #127. NCT 127 is gevestigd in Seoul (hoofdstad Zuid-Korea). Het nummer "127" staat voor het lengtegraad coördinaat van Seoul.

### NCT Dream
Op 24 augustus 2016 debuteerde de derde "all teens" subgroep NCT Dream met hun digitale single "Chewing Gum". Voorheen was het concept van deze groep dat de leden allemaal onder de 20 (Koreaanse leeftijd) waren. Zodra zij 20 werden, gingen zij uit de groep. Op 14 april 2020 kondigde SM-Entertainment aan dat dit concept zal stoppen. Hierbij zal Mark (die ondertussen al uit de groep was) zich weer bij de groep voegen. Zij zullen samen doorgaan als een volledige groep.

### WayV
Op 17 januari 2019 maakte de eerste internationale subeenheid van NCT hun debuut. De in China gevestigde subgroep van NCT, WayV, kwam uit met de digitale ep The Vision.
In onderstaand schema van de leden is te zien welke leden in welke subgroepen zitten.

## Leden
NCT bestaat momenteel uit 25 leden. Taeyong is de leider van NCT.
| Artiestennaam | Geboortenaam                | Geboortedatum     | Subgroepen                    | Datum van debuut  | Land                       |
| ------------- | --------------------------- | ----------------- | ----------------------------- | ----------------- | -------------------------- |
| Taeyong       | Lee Taeyong                 | 1 juli 1995       | NCT 127, NCT U                | 9 April, 2016     | Zuid-Korea                 |
| Doyoung       | Kim Dongyoung               | 1 februari 1996   | NCT 127, NCT DOJAEJUNG, NCT U | 9 April, 2016     | Zuid-Korea                 |
| Ten           | Chittaphon Leechaiyapornkul | 27 februari 1996  | WayV, NCT U                   | 9 April, 2016     | Thailand                   |
| Jaehyun       | Jung Yoon-Oh                | 14 februari 1997  | NCT 127, NCT DOJAEJUNG, NCT U | 9 April, 2016     | [[Zuid-Korea\|Zuid-Korea]] |
| Mark          | Mark Lee                    | 2 augustus 1999   | NCT 127, NCT DREAM, NCT U     | 9 April, 2016     | Canada                     |
| Yuta          | Nakamoto Yuta               | 26 oktober 1995   | NCT 127, NCT U                | 7 Juli, 2016      | Japan                      |
| Winwin        | Dong Sicheng                | 28 oktober 1997   | WayV, NCT U                   | 7 Juli, 2016      | China                      |
| Haechan       | Lee Donghyuck               | 6 juni 2000       | NCT 127, NCT DREAM, NCT U     | 7 Juli, 2016      | [[Zuid-Korea\|Zuid-Korea]] |
| Renjun        | Huang Renjun                | 23 maart 2000     | NCT DREAM, NCT U              | 25 Augustus, 2016 | [[China\|China]]           |
| Jeno          | Lee Jeno                    | 23 april 2000     | NCT DREAM, NCT U              | 25 Augustus, 2016 | [[Zuid-Korea\|Zuid-Korea]] |
| Jaemin        | Na Jaemin                   | 13 augustus 2000  | NCT DREAM, NCT U              | 25 Augustus, 2016 | [[Zuid-Korea\|Zuid-Korea]] |
| Chenle        | Zhong Chenle                | 22 november 2001  | NCT DREAM, NCT U              | 25 Augustus, 2016 | [[China\|China]]           |
| Jisung        | Park Jisung                 | 5 februari 2002   | NCT DREAM, NCT U              | 25 Augustus, 2016 | [[Zuid-Korea\|Zuid-Korea]] |
| Johnny        | Seo Youngho                 | 9 februari 1995   | NCT 127, NCT U                | 6 Januari, 2017   | Verenigde Staten           |
| Jungwoo       | Kim Jungwoo                 | 19 februari 1998  | NCT 127, NCT DOJAEJUNG, NCT U | 18 Februari, 2018 | [[Zuid-Korea\|Zuid-Korea]] |
| Kun           | Qian Kun                    | 1 januari 1996    | WayV, NCT U                   | 14 Maart, 2018    | [[China\|China]]           |
| Xiaojun       | Xiao Dejun                  | 8 augustus 1999   | WayV, NCT U                   | 17 Januari, 2019  | [[China\|China]]           |
| Hendery       | Wong Kunhang                | 28 september 1999 | WayV, NCT U                   | 17 Januari, 2019  | Macau                      |
| Yangyang      | Liu YangYang                | 10 oktober 2000   | WayV, NCT U                   | 17 Januari, 2019  | Taiwan                     |
| Sion          | Oh Sion                     | 11 Mei, 2002      | NCT WISH                      | 21 Februari, 2024 | Zuid-Korea                 |
| Riku          | Maeda Riku                  | 28 Juni, 2003     | NCT WISH                      | 21 Februari, 2024 | Japan                      |
| Yushi         | Tokono Yushi                | 5 April, 2004     | NCT WISH                      | 21 Februari, 2024 | Japan                      |
| Jaehee        | Kim Daeyoung                | 21 Juni, 2005     | NCT WISH                      | 21 Februari, 2024 | Zuid-Korea                 |
| Ryo           | Hirose Ryo                  | 4 Augustus, 2007  | NCT WISH                      | 21 Februari, 2024 | Japan                      |
| Sakuya        | Fujinaga Sakuya             | 18 November, 2007 | NCT WISH                      | 21 Februari, 2024 | Japan                      |

Sinds oktober 2019 zitten Taeyong, Ten, Lucas en Mark ook in SuperM.
| Artiestennaam | Geboortenaam  | Subgroepen      | Datum van vertek  | Reden voor vertrek.                                                                                             |
| ------------- | ------------- | --------------- | ----------------- | --- |
| Lucas         | Wong Yukhei   | WayV, NCT U     | 10 Mei, 2023      | Hij werd beschuldigd van vreemdgaan, seksueel misdrijf en gaslighting. Niet al deze claims zijn echter bewezen. |
| Sungchan      | Jung Sungchan | NCT 2020        | 24 mei, 2023      | Ze werden leden van RIIZE.                                                                                      |
| Shotaro       | Osaki Shotaro | NCT U, NCT 2020 | 24 mei, 2023      | Ze werden leden van RIIZE.                                                                                      |
| Taeil         | Moon Taeil    | NCT 127, NCT U  | 28 Augustus, 2024 | Hij werd aangeklaagd voor seksueel misdrijf. Dit wordt op het moment nog onderzocht door de politie.            |

## Discografie
Het debuutalbum van NCT heet NCT 2018 Empathy. SM-Entertainment maakte bekend dat hiervoor drie nieuwe leden (Jungwoo, Kun en Lucas) toegevoegd zouden worden, die later ook in de andere subgroepen zouden debuteren. Dit album bestaat uit de leden van NCT 2018 (in totaal 18). Het album kwam uit op 14 maart 2018. In 2018 verbrak NCT het record van meeste preorders van een album van SM-Entertainment.
| Nr. | Titel                        | Subgroep  | Leden                                                                   |
| --- | ---------------------------- | --------- | ----------------------------------------------------------------------- |
| 1.  | Intro: Neo Got My Back       | -         | -                                                                       |
| 2.  | Boss                         | NCT U     | Taeyong, Doyoung, Jaehyun, Winwin, Jungwoo, Lucas en Mark               |
| 3.  | Baby Don't Stop              | NCT U     | Taeyong en Ten                                                          |
| 4.  | GO                           | NCT Dream | Mark, Renjun, Jeno, Haechan, Jaemin, Chenle en Jisung.                  |
| 5.  | TOUCH                        | NCT 127   | Taeil, Johnny, Taeyong, Yuta, Doyoung, Jaehyun, Winwin, Mark en Haechan |
| 6.  | YESTODAY                     | NCT U     | Taeyong, Doyoung, Lucas en Mark                                         |
| 7.  | Black on Black               | NCT 2018  | Alle 18 leden van NCT 2018                                              |
| 8.  | Timeless                     | NCT U     | Taeil, Doyoung en Jaehyun                                               |
| 9.  | The 7th Sense                | NCT U     | Taeyong, Mark, Jaehyun, Doyoung en Ten                                  |
| 10. | WITHOUT YOU                  | NCT U     | Taeil, Doyoung en Jaehyun                                               |
| 11. | WITHOUT YOU (Chinese versie) | NCT U     | Taeil, Kun, Doyoung en Jaehyun                                          |
| 12. | Dream in a Dream             | NCT U     | Ten                                                                     |
| 13. | OUTRO: VISION                | -         | -                                                                       |
| 14. | YESTODAY, Extended version   | NCT U     | Taeyong, Doyoung, Lucas en Mark                                         |

Het tweede album van NCT is een tweedelig studioalbum bestaande uit NCT 2020: Resonance pt. 1 en NCT 2020: Resonance pt. 2. In de aankondiging op 15 september 2020 werd bekendgemaakt dat er twee nieuwe leden zouden debuteren op de datum dat het album zou uitkomen (Shotaro en Sungchan). Dit album bestaat uit de leden van NCT 2020 (in totaal 23). Het album eerste deel van het album kwam uit op 12 oktober 2020. 22 december werd bekend dat het album al 1.463.798 kopieën had verkocht. In 2020 bleek dat NCT hun eigen record van de meeste preorders onder SM-Entertainment heeft verbroken met dit album. Tijdens de Asia Artist Awards 2020 heeft NCT de award voor het beste album (NCT 2020 Resonance pt. 1) gewonnen. In 2021 hebben ze nogmaals een award gewonnen voor dit album tijdens de Golden Disc Awards.
| Nr. | Titel                        | Subgroep  | Leden                                                                     |
| --- | ---------------------------- | --------- | ------------------------------------------------------------------------- |
| 1.  | Make a Wish                  | NCT U     | Taeyong, Doyoung, Jaehyun, Lucas, Xiaojun, Jaemin en Shotaro.             |
| 2.  | Misfit                       | NCT U     | Johnny, Taeyong, Mark, Hendery, Jeno, Yangyang en Sunchan.                |
| 3.  | Volcano                      | NCT U     | Taeyong, Doyoung, Jaehyun, Winwin, Jungwoo, Lucas en Mark.                |
| 4.  | Light Bulb                   | NCT U     | Taeyong, Kun, Doyoung en Sunchan.                                         |
| 5.  | Dancing in the Rain          | NCT U     | Taeil, Johnny, Yuta, Kun, Jaehyun, Jungwoo, Xiaojun en Chenle.            |
| 6.  | Interlude: Past to Present   | -         | -                                                                         |
| 7.  | Déjà vu                      | NCT Dream | Mark, Renjun, Jeno, Haechan, Jaemin, Chenle en Jisung.                    |
| 8.  | Nectar                       | WayV      | Kun, Ten, Winwin, Lucas, Xiaojun, Hendery en Yangyang.                    |
| 9.  | Music, Dance                 | NCT 127   | Taeil, Johnny, Taeyong, Yuta, Doyoung, Jaehyun, Jungwoo, Mark en Haechan. |
| 10. | Faded in My Last Song        | NCT U     | Taeil, Johnny, Yuta, Ten, Lucas, Renjun, Haechan en Jisung.               |
| 11. | From Home                    | NCT U     | Taeil, Yuta, Kun, Doyoung, Renjun, Haechan en Chenle.                     |
| 12. | From Home (Koreaanse versie) | NCT U     | Taeil, Yuta, Kun, Doyoung, Renjun, Haechan en Chenle.                     |

Het tweede deel van het album is Resonance pt. 2. Dit album bestaat uit de leden van NCT 2020 (in totaal 23). Het deel kwam uit op 23 november 2020. 23 december 2020 (een maand nadat het album uitkwam) werd bekend dat NCT 1.217.122 kopieën heeft verkocht. De albums samen (Resonance pt. 1 en pt. 2) hebben samen dus gezorgd voor 2.680.920 kopieën.
| Nr. | Titel                                        | Subgroep  | Leden                                                                     |
| --- | -------------------------------------------- | --------- | ------------------------------------------------------------------------- |
| 1.  | 90's Love                                    | NCT U     | Ten, Winwin, Mark, Jeno, Haechan, Yangyang en Sungchan.                   |
| 2.  | Misfit                                       | NCT U     | Johnny, Taeyong, Mark, Hendery, Jeno, Yangyang en Sunchan.                |
| 3.  | Raise The Roof                               | NCT U     | Taeil, Johnny, Yuta, Kun, Jungwoo, Hendery, Renjun, Chenle en Jisung.     |
| 4.  | Volcano                                      | NCT U     | Taeyong, Doyoung, Jaehyun, Winwin, Jungwoo, Lucas en Mark.                |
| 5.  | Light Bulb                                   | NCT U     | Taeyong, Kun, Doyoung en Sunchan.                                         |
| 6.  | Dancing in the Rain                          | NCT U     | Taeil, Johnny, Yuta, Kun, Jaehyun, Jungwoo, Xiaojun en Chenle.            |
| 7.  | My Everything                                | NCT U     | Taeil, Xiaojun en Renjun.                                                 |
| 8.  | Interlude: Past to Present                   | -         | -                                                                         |
| 9.  | Make A Wish (Birthday Song)                  | NCT U     | Taeyong, Doyoung, Jaehyun, Lucas, Xiaojun, Jaemin en Shotaro.             |
| 10. | Déjà Vu                                      | NCT DREAM | Mark, Renjun, Jeno, Haechan, Jaemin, Chenle en Jisung.                    |
| 11. | Nectar                                       | WayV      | Kun, Ten, Winwin, Lucas, Xiaojun, Hendery en Yangyang.                    |
| 12. | Music, Dance                                 | NCT 127   | Taeil, Johnny, Taeyong, Yuta, Doyoung, Jaehyun, Jungwoo, Mark en Haechan. |
| 13. | Faded in My Last Song                        | NCT U     | Taeil, Johnny, Yuta, Ten, Lucas, Renjun, Haechan en Jisung.               |
| 14. | From Home                                    | NCT U     | Taeil, Yuta, Kun, Doyoung, Renjun, Haechan en Chenle.                     |
| 15. | From Home - Koreaanse versie                 | NCT U     | Taeil, Yuta, Kun, Doyoung, Renjun, Haechan en Chenle.                     |
| 16. | Make A Wish (Birthday Song) - Engelse versie | NCT U     | Taeyong, Doyoung, Jaehyun, Lucas, Xiaojun, Jaemin en Shotaro.             |
| 17. | Interlude: Present to Future                 | -         | -                                                                         |
| 18. | Work it                                      | NCT U     | Johnny, Yuta, Ten, Jungwoo, Hendery, Jaemin en Jisung.                    |
| 19. | All About You                                | NCT U     | Jaehyun, Jungwoo, Mark, Hendery, Shotaro, Sungchan en Chenle.             |
| 20  | I.O.U                                        | NCT U     | Taeyong, Doyoung, Kun, Yangyang, Shotaro, Chenle en Jisung.               |
| 21. | Outro: Dream Routine                         | -         | -                                                                         |